# François Marie Peyrenc de Moras
François Marie Peyrenc de Moras est un haut fonctionnaire et homme politique français, né le 11 août 1718 et mort le 3 mai 1771.

## Famille et alliances

### Famille
D'une famille originaire des Cévennes, François Marie Peyrenc de Moras est le fils d'Abraham Peyrenc de Moras (1686-1732), lui-même fils de chirurgien-barbier enrichi dans le système de Law, et d'Anne-Marie-Josèphe de Fargès (1699-1738), fille de munitionnaire. Leur noblesse est toute récente, elle date de 1720. Il a comme ami d'enfance Antoine-François Boula de Montgodefroy, né comme lui en 1718 et comme lui issu d'une famille de noblesse récente (1705), qui deviendra conseiller au Parlement de Paris en 1739 puis grand chambrier en 1769. 
La fortune acquise par son père est considérable. Aux hôtels parisiens, place Louis-le-Grand et rue de Varenne, s'ajoutent les châteaux à la campagne : Moras, Champrose, Livry, Cherperine. Il est l'aîné d'une fratrie : Alexandre-Louis est né en 1722 et Anne-Marie en 1724. Leur père meurt en 1732. François-Marie a alors 14 ans. Six ans plus tard, c'est leur mère dont on dit qu'elle est morte de chagrin après le mariage rocambolesque de sa fille qui s'est enfuie du couvent du Cherche-Midi pour rejoindre et épouser en catimini M. de la Roche-Courbon. Sa mère, bien que fautive, l'a déshéritée et ses oncles ont engagé des poursuites. Le marié a fui en Italie et la jeune fille a été placée au couvent d'Yerres, jusqu'à sa majorité.

### Alliances

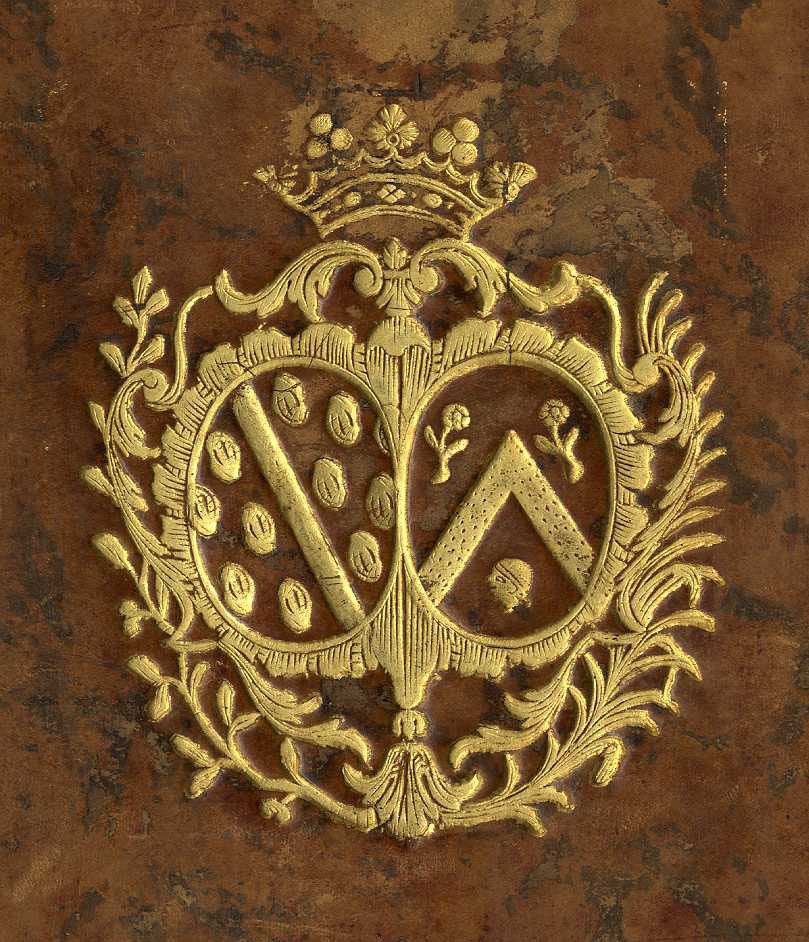
Reliure armoriée: à gauche les armes de M. de Moras, "de gueules, semé de cailloux d'or, à la bande d'argent"

La Roche-Courbon étant mort, Anne-Marie, un peu "empâtée" à 27 ans, peut se remarier avec un gentilhomme provençal, Charles-Louis, comte de Merle de Beauchamp, diplomate et ambassadeur à Lisbonne. Ses deux frères font le mariage qu'on attend d'eux. Alexandre-Louis de Saint-Priest (1721-1765) a reçu, outre le marquisat de Saint-Priest et la ville de Saint-Étienne, des terres en Auvergne et a acheté à son frère la seigneurie d'Auzon. Conseiller au Parlement de Paris à 22 ans, il épouse Jeanne Barbery de Courteilles, fille de Jacques-Dominique, intendant du Béarn. François-Marie épouse Marie-Jeanne-Catherine Moreau de Séchelles, après contrat passé devant notaire, le 13 juin 1739. Les armoiries des deux familles sont représentées ici sur la reliure de livre. La belle-famille demeure à Paris, place Louis-le-Grand mais Jean Moreau de Séchelles est en poste à Valenciennes comme intendant du Hainaut depuis 1727. La jeune mariée apporte, en avance sur la succession de ses parents, une dot de 400 434 livres. Son mari apporte un principal composé du tiers de la fortune de son père et de la moitié de celle de sa mère, auquel s'ajoutent 200 000 livres, rien qu'en meubles, équipages, vaisselle d'argent, pierreries et une bibliothèque de 20 000 volumes. François-Marie, outre qu'il est cultivé, dispose d'une fortune et de relations dans le monde de la finance. Son chemin est tout tracé, mais force est de constater qu'il restera peu de temps dans chaque charge.

## Carrière

### Parlementaire, intendant, contrôleur général

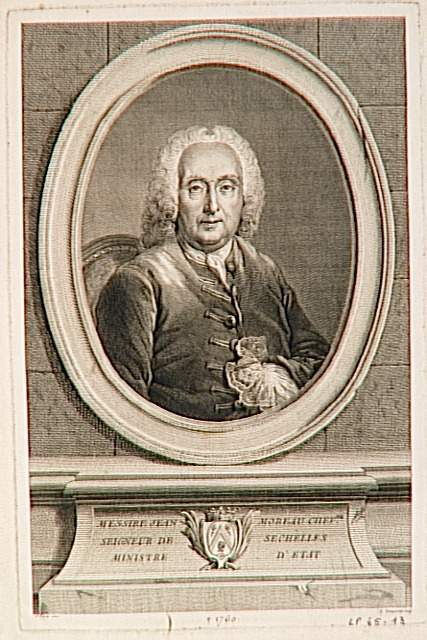
Jean Moreau de Séchelles (gravure de Louis-Simon Lempereur)

Il entame sa carrière dans la charge de conseiller au Parlement de Paris dès le 21 juin 1737. Il acquiert celle de maître des requêtes le 17 août 1742. Le 4 juin 1745, il est nommé lieutenant des chasses de la capitainerie de Livry et Bondy. En 1750, il entame, à l'âge de 32 ans, la tournée des intendances, à Riom en Auvergne, puis deux ans plus tard dans le Hainaut à Valenciennes. Là où son beau-père a passé 16 ans, il en passera deux. Au cours des deux années passées à Riom, il fait preuve d'humanité envers les plus démunis. Il obtient une remise d'impôts de 120 000 livres pour ses administrés. En 1751, lors d'une disette, il réussit à empêcher l'achat de blé auvergnat par les intendants d'Orléans et du Quercy. Dans son action industrielle, il tente sans trop de succès l'introduction du ver à soie mais il développe l'activité des teintureries. Il soutient la coutellerie à Thiers ainsi que les papeteries en introduisant le papier de Hollande. Enfin, il encourage l'ouverture d'une mine à plomb à Saint-Amant-Roche-Savine, qui est certes sur ses domaines. En 1752, peu avant son départ, il désenclave l'Auvergne en ouvrant des chantiers de routes royales en direction de Lyon, de Montbrison et du Languedoc. Sa nomination comme intendant du Hainaut fait de lui le successeur de son beau-père. C'est aussi une promotion car le Hainaut est un lieu stratégique au rôle militaire important face aux possessions autrichiennes, ce qui le place directement sous l'autorité du secrétaire d'État de la guerre. 

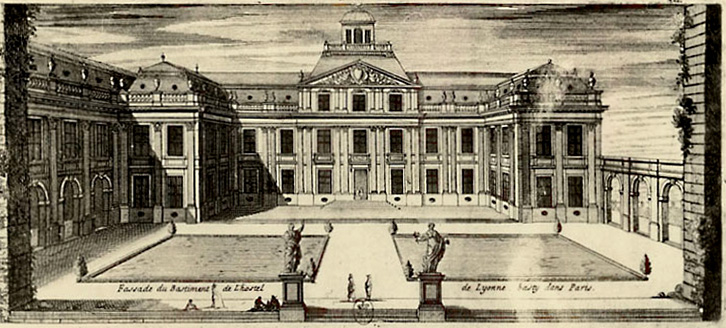
Hôtel de Lionne

En 1755, il quitte le Hainaut pour devenir intendant des finances auprès de son beau-père, contrôleur général des finances depuis 1754. Celui-ci fait une crise d'apoplexie en juin 1756, ce qui propulse Moras à son poste. Sous sa direction le Contrôle général se dote de conseillers techniques dont le plus écouté est son cousin viganais, Jean-Maurice Faventines. Moras ne reste que quatorze mois à l'hôtel de Lionne qui lui a été accordé par la grâce de Louis XV. Le contexte est difficile : on est en pleine guerre de Sept Ans. La France est en conflit avec l'Angleterre depuis le 9 juin 1756. Sur toutes les mers, les escadres françaises et anglaises s'affrontent et la tâche de Moras est de procurer au gouvernement les fonds extraordinaires indispensables à la guerre. Pour cela, il proroge des taxes et impôts déjà existants, mais il ajoute de nouvelles impositions. Le doublement du vingtième suscite la démission collective des magistrats du Parlement. Non seulement il s'est fait des ennemis mais les impôts ne suffisent pas. Il doit se faire avancer 10 millions par les receveurs généraux des finances, lancer deux loteries de 36 et 40 millions. Au total, il emprunte 112 millions. 

### Secrétaire d'État de la Marine

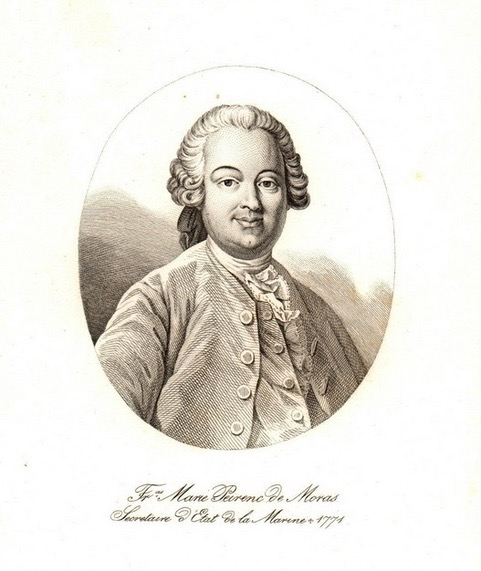
François-Marie Peyrenc de Moras, secrétaire d'État de la Marine (gravure de Louis-Simon Lempereur d'après le portrait de Jean Valade (1710-1787)

Le 10 février 1757, il est nommé secrétaire d'État de la Marine en remplacement de  Jean-Baptiste de Machault d'Arnouville, tombé en disgrâce. Il conserve le contrôle général des finances jusqu'au 25 août 1757, date à laquelle, ne souhaitant pas mener de front deux départements importants, il s'en dessaisit au profit de Jean de Boullongne, intendant des finances qui prépare le retour du Parlement de Paris. Il est nommé ministre d'État le 8 février 1757 et se maintient à la Marine jusqu'au 31 mai 1758. Louis XV, en le nommant à ce poste, a été influencé par la marquise de Pompadour, proche de Moras, mais il a sans doute aussi l'arrière pensée qu'il est l'homme de la situation à cause de ses relations bancaires utiles au financement du rétablissement de la Marine royale. Cela n'empêche pas qu'on se gausse de sa nomination dans une de ces chansons dont le Paris du XVIIIe siècle est friand. 
"Pour raser l'Angleterre, on met au ministère Peyrenc dont le grand-père faisait fort proprement des barbes au Vigan."
Ses pairs ne sont pas plus tendres avec lui. Choiseul trouve qu'il ressemble à une "grosse pièce de bœuf et n'a pas plus d'idées, plus de combinaisons dans la tête qu'elle ne peut en avoir;" d'Argenson file l'image et dit: "À le voir, il paraît bœuf et avoir la mâchoire épaisse, il a l'esprit gauche et pédant, c'est un gros garçon auquel le travail coûte."
S'il est un médiocre administrateur, il est en tout cas honnête, consciencieux et appliqué, même s'il n'atteint pas tous ses objectifs. Au mois d'août 1757, après avoir fait fortifier le port de Brest, il somme l'intendant Ruis-Embito et le commandant de la marine Guébriant de se concerter pour mettre Rochefort et les rades en état de défense. Le manque de fonds, de matériel et de personnel fait qu'il a du mal à soutenir les opérations courantes de différentes escadres et surtout celles de la flotte d'Amérique du nord. Au printemps 1758, il ne parvient qu'à envoyer 16 navires de ligne contre la trentaine de navires britanniques qui croisent au large de Louisbourg. Il intègre des capitaines marchands, des roturiers donc, parmi les officiers de la marine royale. Il finance des flottes marchandes comme celles du marchand bordelais, Abraham Gradis. Grâce à leur intervention, il crée un pont maritime qui permet au Canada de résister à l'attaque des Anglais dans la zone du lac Champlain. Pour dynamiser la démographie des colonies,  il autorise au Canada l'implantation de protestants d'Alsace. Auparavant, seuls, les catholiques étaient autorisés à immigrer. Sans doute n'a-t-il pas oublié ses origines huguenotes. Préoccupé par la disette qui menace la colonie, il encourage la pêche des navires espagnols dans les eaux de Terre-Neuve et fait son possible pour protéger les convois en les faisant escorter par des frégates. Il encourage Montcalm à collaborer avec les Amérindiens, il initie les premières enquêtes sur la corruption au sein des administrateurs canadiens, encourageant une implication dans l'administration dont il donne l'exemple. Malgré toutes les dépenses consenties dans son service, il ne réussit pas à établir les infrastructures suffisantes pour la flotte en Amérique du nord. Le commerce dans les Caraïbes paiera le prix de sa préférence pour le Canada. Quand il quitte le département, celui-ci est grevé de 42 millions de dettes.

## Retraite et succession

### Retraite
Il se retire des affaires, conservant sa qualité de ministre d'État et la pension afférente. Les appointements sont élevés: un secrétaire d'Etat touche de 55 à  80 000 livres, la pension versée par le roi est de 40 000 livres. Comme il ne faut pas s'éloigner de la Cour, au risque de se faire oublier, les Moras louent depuis 1757 pour mille écus une maison à Glatigny. Le 28 septembre 1757, Mme de Moras présente à la Cour sa belle-sœur, Mme de Merle. Les commentateurs disent qu'elle est fort grasse, mais que sa figure est plutôt bien que mal, certains lui trouvent un air de ressemblance avec l'infante, duchesse de Parme. À Paris, Les Moras résident dans leur hôtel, rue du Regard dans la paroisse de Saint-Sulpice. Entre 1762 et 1770, Moras entreprend la vente d'un certain nombre de biens acquis par son père, comme la terre de Champrose, et celle d'Auzon et en 1778, une maison, sise rue de Vendôme.  

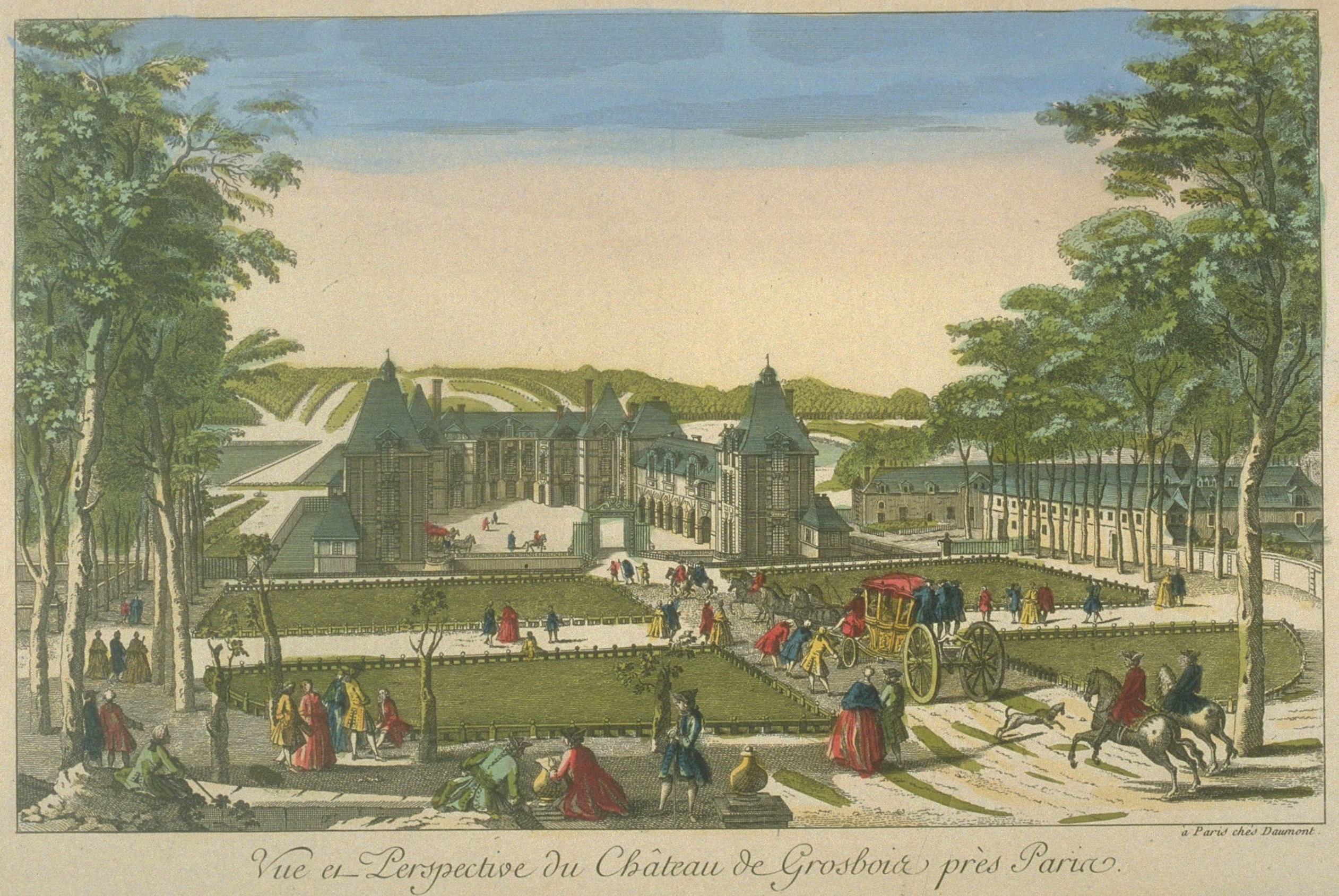
Château de Grosbois

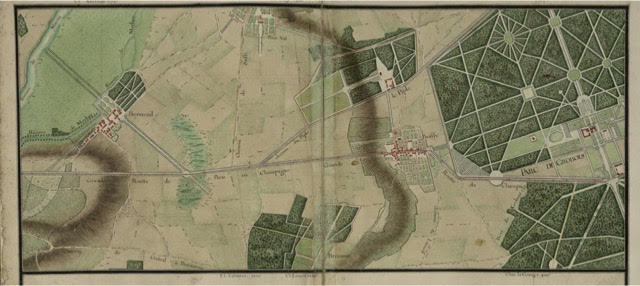
Carte de l'atlas de Trudaine centrée sur Grosbois et Boissy Saint-Léger

Près de Paris, il achète en 1762 aux héritières de Germain Louis Chauvelin le château de Grosbois qu'il affectionnera tout particulièrement. Le château est au milieu d'une forêt de 500 hectares qui rapporte 14 800 livres en 1762 et qui est en outre giboyeuse. " Hors la consommation de la maison, il est vendu pour 3500 livres de gibier par an." La ferme est considérable avec ses 160 hectares et son cheptel. Moras est généreux avec son personnel. Le concierge touche 700 livres par an, le chef jardinier 1.600 livres et chaque garde-chasse (ils sont cinq) 300 livres. Une vingtaine de domestiques est employée: trois valets de chambre, deux femmes de chambre, deux cuisiniers, deux maîtres d'hôtel, un rôtisseur, deux garçons d'office, cinq laquais, un frotteur, deux cochers, deux postillons, un jardinier, le concierge et sa femme, auxquels s'ajoutent un secrétaire particulier et un régisseur. En plus de la réparation des presbytères et des églises qui incombe à tout seigneur, Moras s'acquitte des gages d'un maître d'école et du chirurgien d'Yerres attaché au soin des pauvres.  

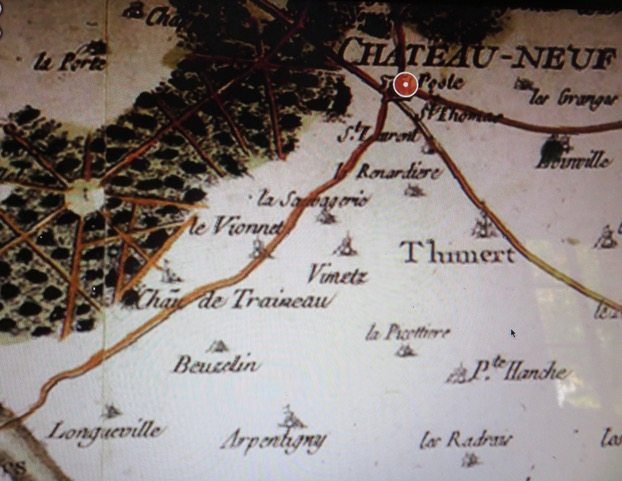
Carte de Cassini centrée sur Châteauneuf-en-Thymerais et Tresneau

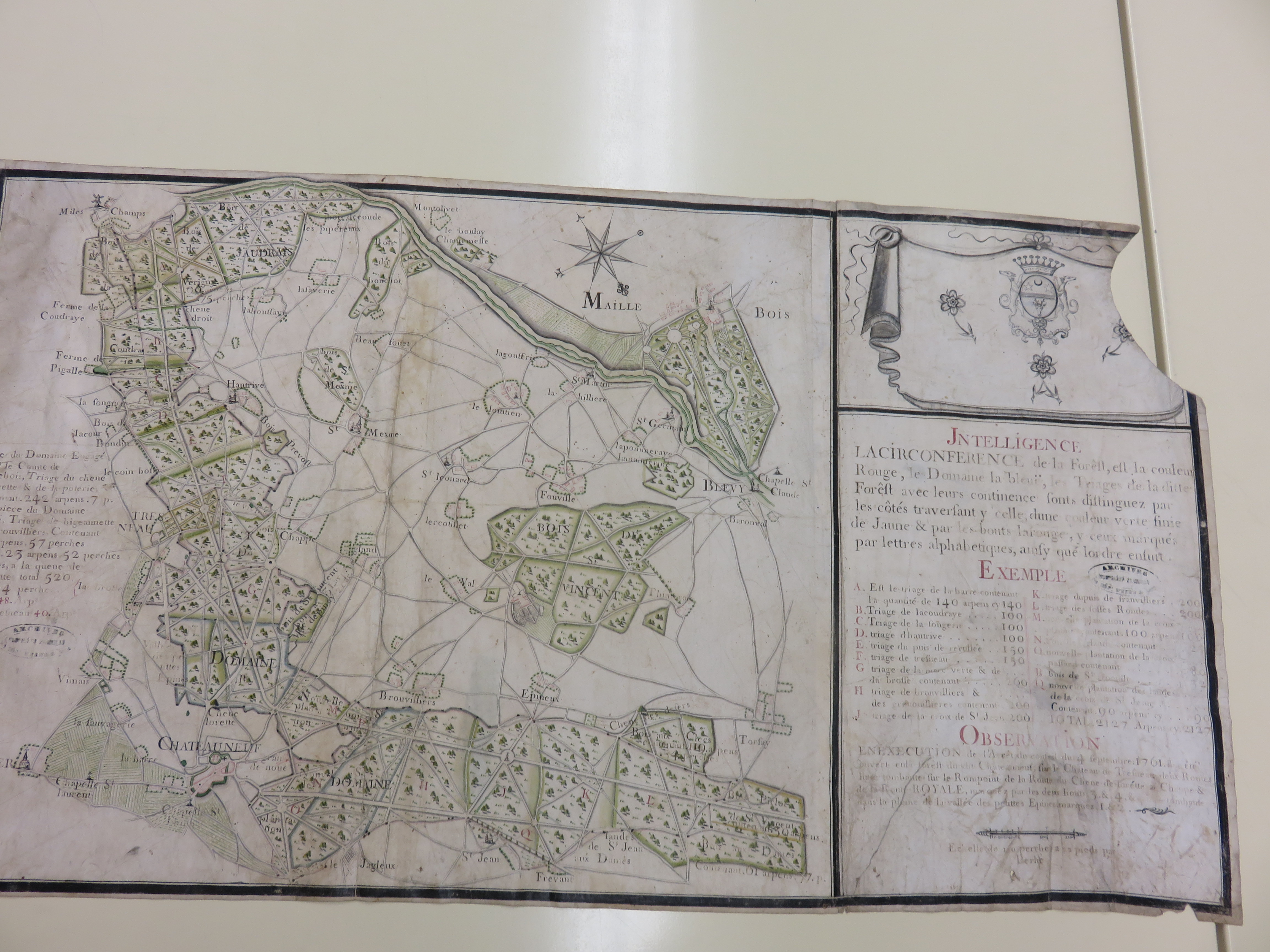
Carte royale de la forêt de Châteauneuf-en-Thymerais indiquant la percée de deux routes menant à Tresneau (arrêt du conseil du 4 septembre 1761)

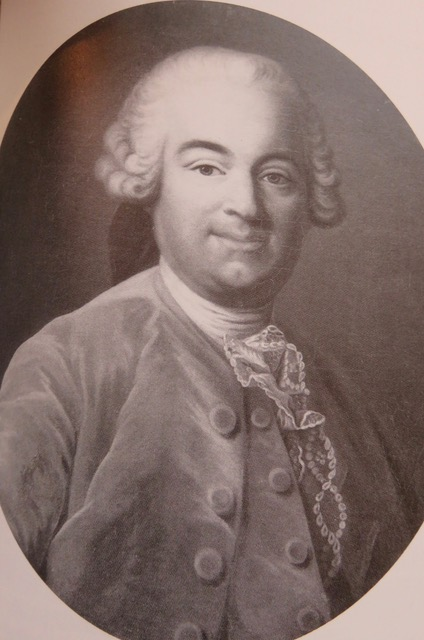
François-Marie Peyrenc de Moras (1718-1771) par Antoine Graincourt (1748-1823)

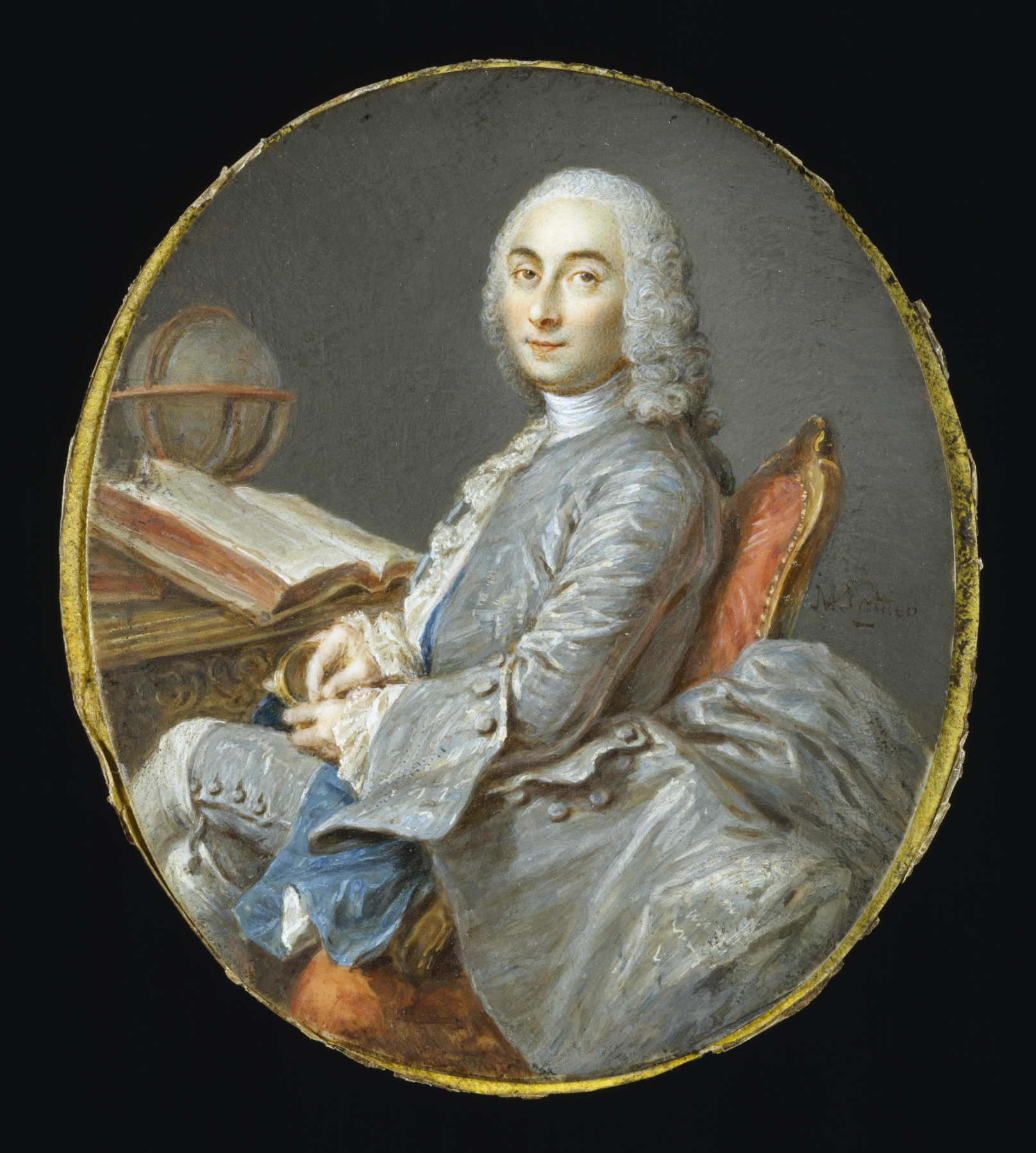
César-François de Cassini par Jean-Marc Nattier

Un an avant l'achat de Grosbois, Mme de Moras a acquis en son nom personnel la seigneurie de Tresneau, près de Châteauneuf-en-Thymerais, dans la généralité d'Alençon (actuel département d'Eure-et-Loir). Que ce soit à Tresneau ou en Auvergne, Moras semble avoir à cœur de faire tracer des routes. À Tresneau, l'allée forestière qui traverse la forêt et rejoint le château par l'allée royale porte son nom. Sa percée date de 1761, ce qui permet de dire que M. de Moras en est l'instigateur. C'est d'ailleurs lui et Mme de Pompadour qui signent, le 25 juin 1756, le contrat d'association de Cassini III. L'histoire est la suivante: M. de Séchelles a suspendu les travaux de cartographie pour alléger le déficit budgétaire. Cassini va voir le roi auquel il montre la feuille de Beauvais, celle où figurent les environs de la résidence royale. Le monarque est ébloui par la précision des détails et exprime son regret de ne pouvoir soutenir le projet auquel s'oppose son contrôleur général. Trois jours plus tard, au coucher du roi, Cassini lui soumet son projet de société. Le roi acquiesce et lui remet la liste des seigneurs qui ont montré le plus d'empressement à cet ouvrage. Moras vient de succéder à son beau-père au poste de contrôleur général et lui apporte son soutien.    
En 1765, à la mort de son frère cadet, Moras hérite de la seigneurie de Saint-Étienne qu'il a déjà parcourue avec lui puis avec sa femme, en tant qu'intendant d'Auvergne. À partir de cette date, ses séjours se multiplient et se font plus longs, si bien qu'en août 1756, il achète le domaine du Clapier et en 1770 une vaste propriété construite, sur la colline Sainte-Barbe, par une riche famille d'armuriers, les Carrier. Cette demeure, appelée par les Stéphanois le château de Tardy, est close de murs et entourée de jardins qui vont être redessinés à la française tandis que le chemin d'accès est élargi et aplani pour faciliter l'arrivée des carrosses. La demeure comporte dix-neuf pièces sur deux étages. Moras la fait meubler et aménager au goût du jour. La cuisine est remarquablement équipée. Il faut dire que le maître des lieux aime la bonne chère, ne conçoit pas une cuisine sans chocolatière, cafetière et pâtisserie et est accompagné par ses cuisiniers lors de ses déplacements. Le vestibule a un plafond à la française, à poutres apparents, la salle à manger quatre panneaux en trompe-l'œil représentant des vues de Saint-Étienne et des environs. Le salon est paré de fines boiseries et les murs recouverts de tapisseries en indienne. C'est aussi en 1765 que Mme de Moras demande à Joseph Ducreux, pastelliste de la reine, de faire un portrait d'elle.   
Moras a un réel intérêt pour la ville de Saint-Étienne, il demande à être bailli de Forez et le devient en 1766 avant de devenir gouverneur et lieutenant du roi en 1767 pour la ville de Saint-Étienne. Il y rétablit les droits de justice qui lui reviennent en tant que seigneur et fait construire un bâtiment pour servir de palais de justice. Mais la maladie interrompt ses autres projets. Il meurt le 3 mai 1771 dans son hôtel parisien.  

### Funérailles et dispositions testamentaires
Les obsèques ont lieu le lundi 6 mai 1771, à l'église Saint-Sulpice, en sa paroisse, puis selon ses volontés, sa dépouille est transférée en l'église de Boissy-Saint-Léger, où il entendait reposer près de M. et Mme Chauvelin, les précédents seigneurs de Grosbois. À l'approche de sa mort, le 2 mai, il a ajouté un codicille à son testament du 10 janvier 1771. Fidèle à sa parole (n'avait-t-il pas dit: "je ne veux pas qu'il y ait un seul pauvre dans les paroisses qui dépendent de ma justice."), il pourvoit les seigneuries lui appartenant ou lui ayant appartenu ainsi que deux paroisses parisiennes d'une rente annuelle allant de 200 à 800 livres, à destination des pauvres. Celle-ci sera distribuée par les sœurs, les curés ou les marguilliers de la paroisse, tantôt pour soulager les malades par l'achat de médicaments, tantôt pour distribuer du pain. Il lègue à l'Hôtel-Dieu de Saint-Étienne 25 000 livres pour accueillir dans une salle "les pauvres femmes grosses qui y seront accouchées, nourries et soignées jusqu'à leur rétablissement" et il espère que "son exemple sera suivi et devienne le commencement d'un établissement plus considérable."
Ceux qui l'ont servi recevront, en plus de leurs gages de deux ans (ce qui est usuel), une rente, tels son ancienne femme de charge, Mlle Sanson, demeurant à Clermont-Ferrand, ses deux valets qui l'ont servi avec dévouement pendant sa longue et fatigante maladie et tous ses autres domestiques, en fonction du temps passé à son service. Ceux qui l'ont honoré de leur amitié sont également couchés sur son testament et la liste est longue: le Président de Barral, M. Boudet, ancien avocat, Mme la comtesse Le Camus, M. d'Ormesson, M. de Saint-Fargeau mais aussi la fille de l'ancien régisseur des terres de Saint-Priest et ses filleules, fille de cocher ou villageoise, et encore bien d'autres. 

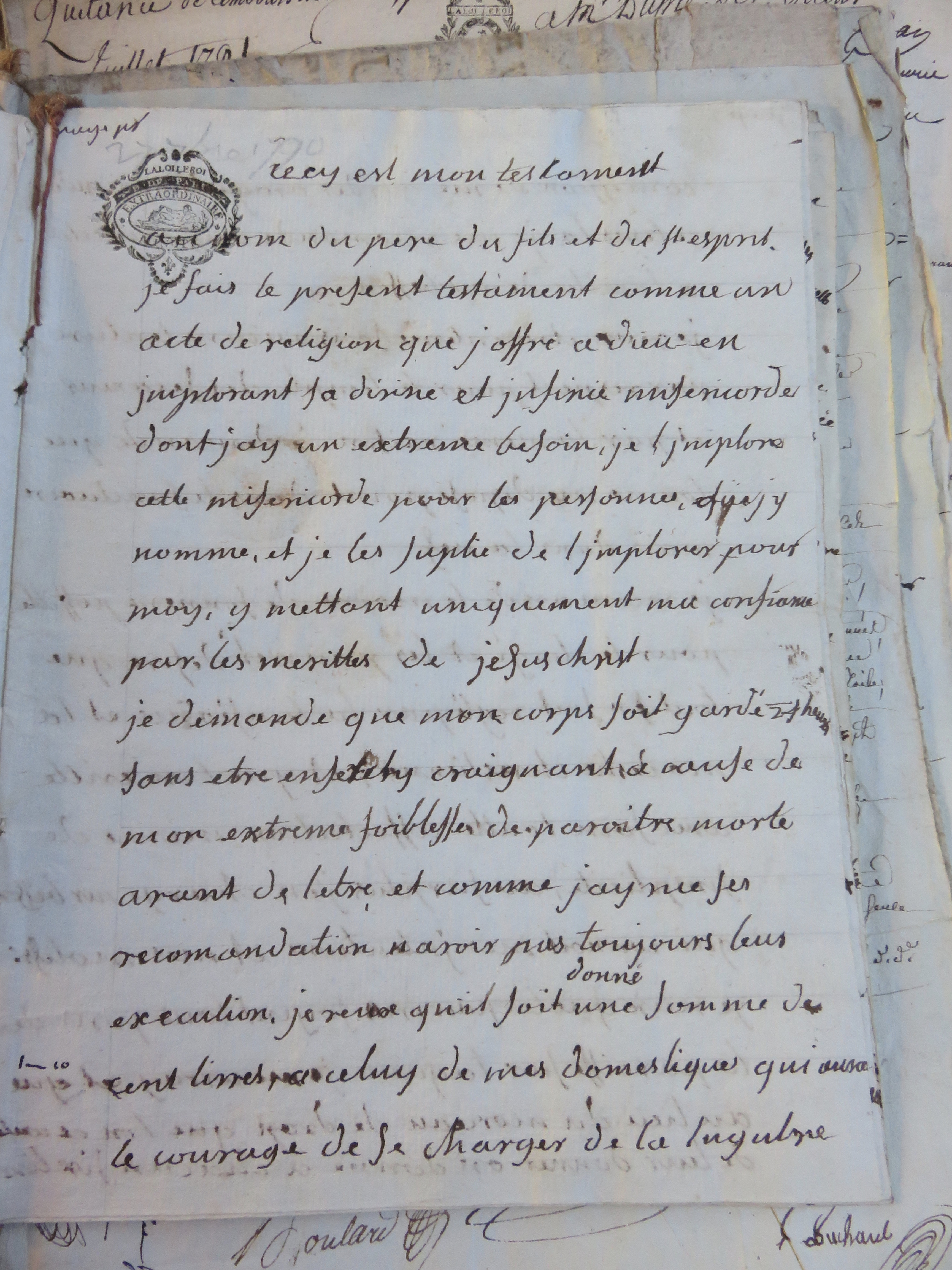
Testament de Mme Marie-Jeanne-Catherine Moreau de Séchelles de Moras (1ère page)

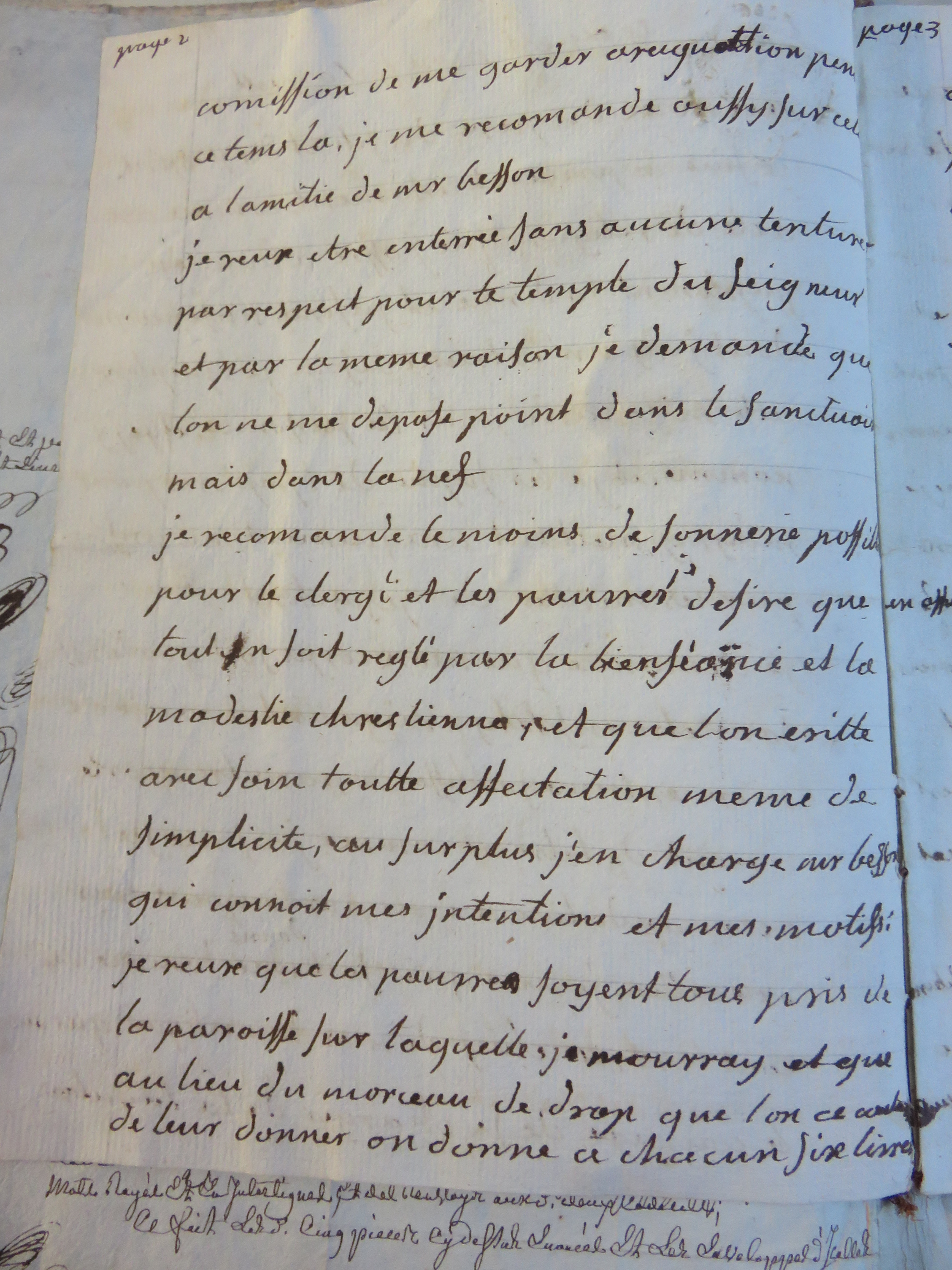
Testament de Mme Moreau de Séchelles de Moras (2ème page)

N'ayant pas eu d'enfant, Moras a fait de sa petite-nièce, Anne-Marie Merle de Beauchamp (1751-1801) sa légataire universelle. Elle et son mari, Pierre Gilbert de Voisins (1749-1792) héritent du château et du domaine de Grosbois qu'ils vendent au comte de Provence, pour 1 800 000 livres, le 30 août 1776. Son petit-neveu, M. Hérault de Séchelles, reçoit 20 000 livres. Sa cousine germaine maternelle, Mme de Langeron, Mlle de Simiane, la petite-fille de la comtesse de Blet, Mme la marquise de Belmont, fille de Mme Blet, personne n'est oublié. Quant à sa femme, elle dispose de l'usufruit, pendant sa vie, des terres de Saint-Priest auquel elle renonce, le 12 avril 1755, au profit de Gilbert de Voisins qui devient seigneur de Saint-Étienne mais n'y réside pas et qui est guillotiné en 1793. Lié à Rousseau et au clan philosophique, il est partisan des idées nouvelles. D'abord émigré à Tournai, il rentre en France au printemps 1792 et lors de sa deuxième arrestation, il est condamné à l'échafaud. Mme Moreau de Séchelles meurt en 1791. Dans son testament, elle tient à gratifier de dons tous ceux qui l'ont servie ainsi que les pauvres de la paroisse. Elle fait aussi la demande qu'un domestique la veille toute une journée avant que sa dépouille soit enterrée. 
Le nom Peyrenc de Moras s'éteint alors définitivement. 